# Joaquín Torres (labdarúgó)
Joaquín Torres (Neuquén, 1997. január 28. –) argentin labdarúgó.

## Pályafutása
Torres az argentínai Neuquén városában született. Az ifjúsági pályafutását a Newell’s Old Boys akadémiájánál kezdte.
2015-ben mutatkozott be a Newell’s Old Boys első osztályban szereplő felnőtt keretében. A 2019–20-as szezonban a görög Volosz, míg a 2021-es szezonban észak-amerikai első osztályban érdekelt Montréal csapatát erősítette kölcsönben. A lehetőséggel élve,2022. január 1-jén egyéves szerződést kötött a kanadai klubbal. Először a 2022. február 27-ei, Orlando City ellen 2–0-ra elvesztett mérkőzés 61. percében, Matko Miljevic cseréjeként lépett pályára. Első gólját 2022. április 2-án, a Cincinnati ellen idegenben 4–3-ra megnyert találkozón szerezte meg. 2023. január 26-án a Philadelphia Unionhoz írt alá. A 2024-es szezonban a chilei Universidad Católicánál szerepelt kölcsönben.

## Statisztikák
2024. augusztus 3. szerint
| Klub                 | Szezon   | Osztály          | Bajnokság | Bajnokság | Kupa  | Kupa | Nemzetközi | Nemzetközi | Összesen | Összesen |
| Klub                 | Szezon   | Osztály          | Meccs     | Gól       | Meccs | Gól  | Meccs      | Gól        | Meccs    | Gól      |
| -------------------- | -------- | ---------------- | --------- | --------- | ----- | ---- | ---------- | ---------- | -------- | -------- |
| Montréal             | 2021     | MLS              | 28        | 4         | 1     | 0    | —          | —          | 29       | 4        |
| Montréal             | 2022     | MLS              | 28        | 3         | 1     | 0    | 4          | 0          | 33       | 3        |
| Philadelphia Union   | 2023     | MLS              | 14        | 1         | 1     | 0    | 8          | 0          | 23       | 1        |
| Universidad Católica | 2024     | Primera División | 13        | 0         | 0     | 0    | 1          | 0          | 14       | 0        |
| Összesen             | Összesen | Összesen         | 83        | 8         | 3     | 0    | 13         | 0          | 99       | 8        |

## Sikerei, díjai
Montréal
- Kanadai Kupa
  - Győztes (1): 2021